# Gérard Dériot
Gérard Dériot, né le 1er novembre 1944 à Louroux-Hodement (Allier) et mort le 10 juin 2024 à Montluçon,, est un homme politique français. Il est sénateur de l'Allier de 1998 à 2020 et plusieurs fois président du conseil départemental de l'Allier.

## Biographie
Exerçant la profession de pharmacien, Gérard Dériot est élu conseil général de l'Allier, dans le canton de Cérilly en 1985, puis réélu en 1992, 1998, 2004 et 2011. Il est élu au conseil municipal de Cérilly, dont il est maire de 1995 à 2001 puis adjoint jusqu'en 2020.
Il exerce à trois reprises les fonctions de président du département de l'Allier, de 1992 à 1998 et de 2001 à 2008 sous la dénomination de « conseil général », puis de 2015 à 2017 sous la dénomination de « conseil départemental ». À ce titre, face à la question de la désertification médicale progressive des territoires ruraux de son département, il crée en 2006 le dispositif « Wanted » d'incitation à l'installation pérenne de jeunes médecins : le département finance une partie des trois dernières années d'études par une bourse contre un engagement ferme d'installation pendant au moins six ans dans un secteur déficitaire ; à la suite de ce programme, dix-huit jeunes praticiens s'installent dans des zones à démographie médicale critique.
En septembre 1998, il est élu sénateur de l'Allier. Il est élu le 7 décembre 2010 questeur du Sénat. Réélu en 2008 et 2014, il ne se représente pas lors des élections de 2020.
Il meurt le 10 juin 2024 à l'âge de 79 ans.

## Détail des mandats et fonctions
- Conseiller municipal et maire :
  - 1995-2001 : maire de Cérilly (Allier)
  - 2001-2020 : adjoint au maire de Cérilly
- Conseiller général :
  - 1985-2015 : conseiller général de l'Allier (canton de Cérilly)
  - 1992-1998 : président du conseil général de l'Allier
  - 2001-2008 : président du conseil général de l'Allier
- Conseiller départemental :
  - 2 avril 2015-27 juin 2021 : conseiller départemental pour le canton de Bourbon-l'Archambault, en binôme avec Corinne Trebosc-Coupas[4]
  - 2 avril 2015-25 septembre 2017 : président du conseil départemental de l'Allier[5],[6]

- Sénateur :
  - 1998-2020 : sénateur de l'Allier
  - 2004-2010 ; 2014-2020 : vice-président de la commission des affaires sociales
  - 2010-2014 : questeur du Sénat (2010-2014)[7]